# Solomon Oboh
Solomon Oboh (Delta, 13 de septiembre de 1989 - Delta, 9 de junio de 2013) fue un futbolista profesional nigeriano que jugaba principalmente en la demarcación de centrocampista.

## Biografía
Solomon Oboh empezó su carrera futbolística en clubes amateur como el Bisalo FC, el Benin City Club y el Paulson FC. Ya en 2007 debutó como futbolista profesional en el Delta United, equipo de su ciudad natal con el que consiguió el subcampeonato de la Liga Nacional de Birmania en 2011, una MFF Cup en 2012 y una Copa Abierta MFF en el mismo año. Tras seis temporadas en el club, Solomon fue traspasado al Warri Wolves en 2013, haciendo su debut con el club el 25 de abril en un partido de empate a uno contra el Kaduna United FC.
Solomon Oboh falleció el 9 de junio de 2013 en Delta tras un accidente de tráfico.

## Clubes
| Club         | País     | Año         |
| ------------ | -------- | ----------- |
| Delta United | Birmania | 2007 - 2013 |
| Warri Wolves | Nigeria  | 2013        |

## Palmarés
Delta United
- MFF Cup: 2012
- Copa Abierta MFF: 2012
- Liga Nacional de Birmania (subcampeón): 2011